# モディリアーナ
モディリアーナ（伊: Modigliana）は、イタリア共和国エミリア＝ロマーニャ州フォルリ＝チェゼーナ県にある、人口約4,300人の基礎自治体（コムーネ）。

## 地理

### 位置・広がり

#### 隣接コムーネ
隣接するコムーネは以下の通り。括弧内のRAはラヴェンナ県所属、FIはフィレンツェ県所属を示す。
- ブリシゲッラ (RA)
- カストロカーロ・テルメ・エ・テッラ・デル・ソーレ
- ドヴァードラ
- マッラーディ (FI)
- ロッカ・サン・カシャーノ
- トレドーツィオ

### 気候分類・地震分類
モディリアーナにおけるイタリアの気候分類 (it) および度日は、zona E, 2457 GGである。
また、イタリアの地震リスク階級 (it) では、zona 2 (sismicità media) に分類される。